# Japanischer Flieder Gustav-Freytag-Straße 30

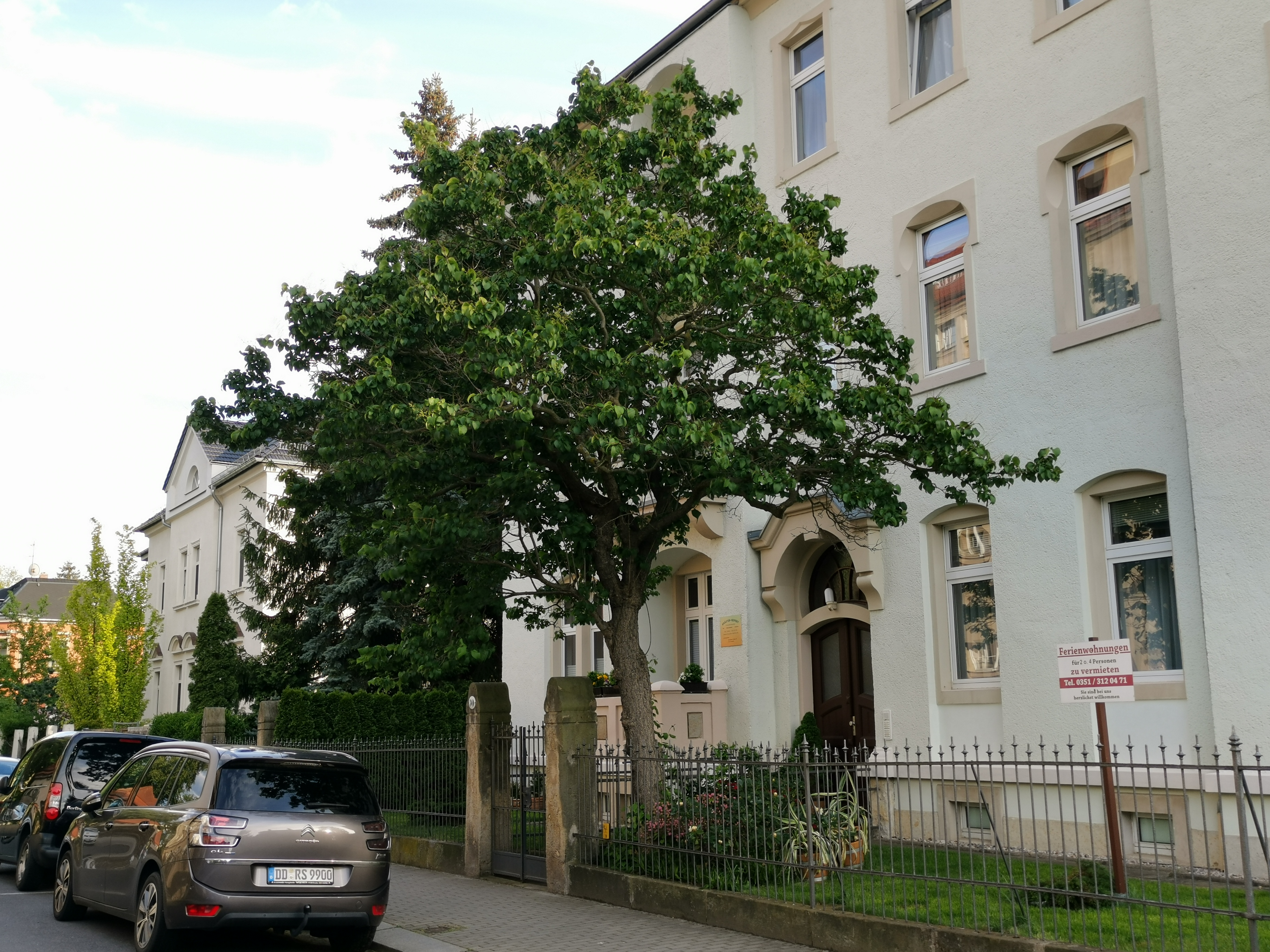
Japanischer Flieder Gustav-Freytag-Straße 30

Der Japanische Flieder Gustav-Freytag-Straße 30 ist ein als Einzelbaum ausgewiesenes Naturdenkmal (ND 111) im Dresdner Stadtteil Blasewitz. Der in Ostasien heimische Japanische Flieder (Syringa reticulata) kommt in Deutschland als Altbaum selten vor. Mit einem Stammumfang von etwa 0,9 Metern und einer Höhe von etwa 7 Metern ist dieses Exemplar im Dresdner Stadtgebiet außergewöhnlich groß.

## Geographie

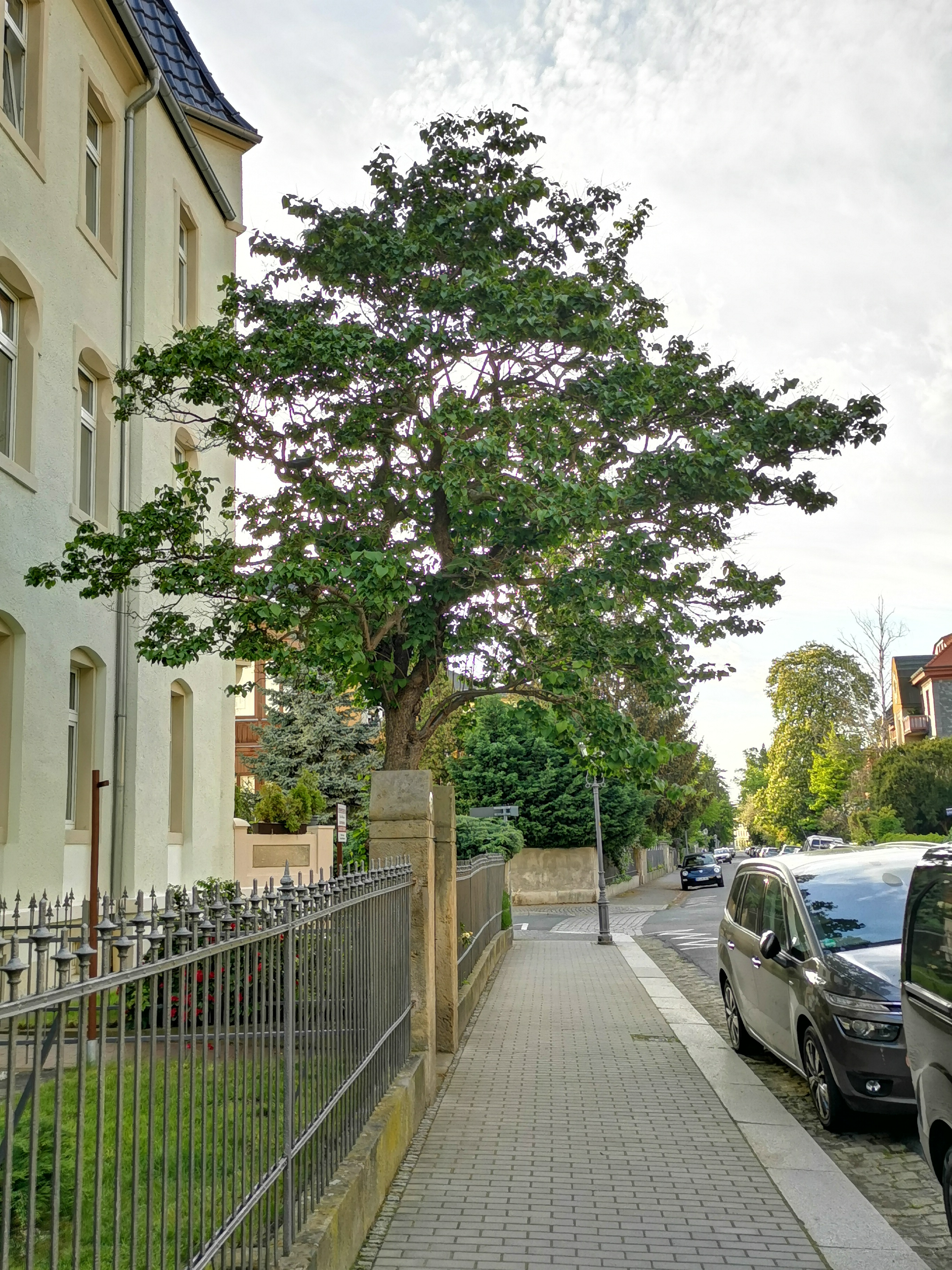
Standort im Vorgarten

Der Baum steht im östlichen Teil des Dresdner Villenviertels Blasewitz, im historischen Stadtteil Neugruna, im schmalen Vorgarten des Grundstücks Gustav-Freytag-Straße 30 rechts neben dem Hauseingang.

## Schutzgegenstand

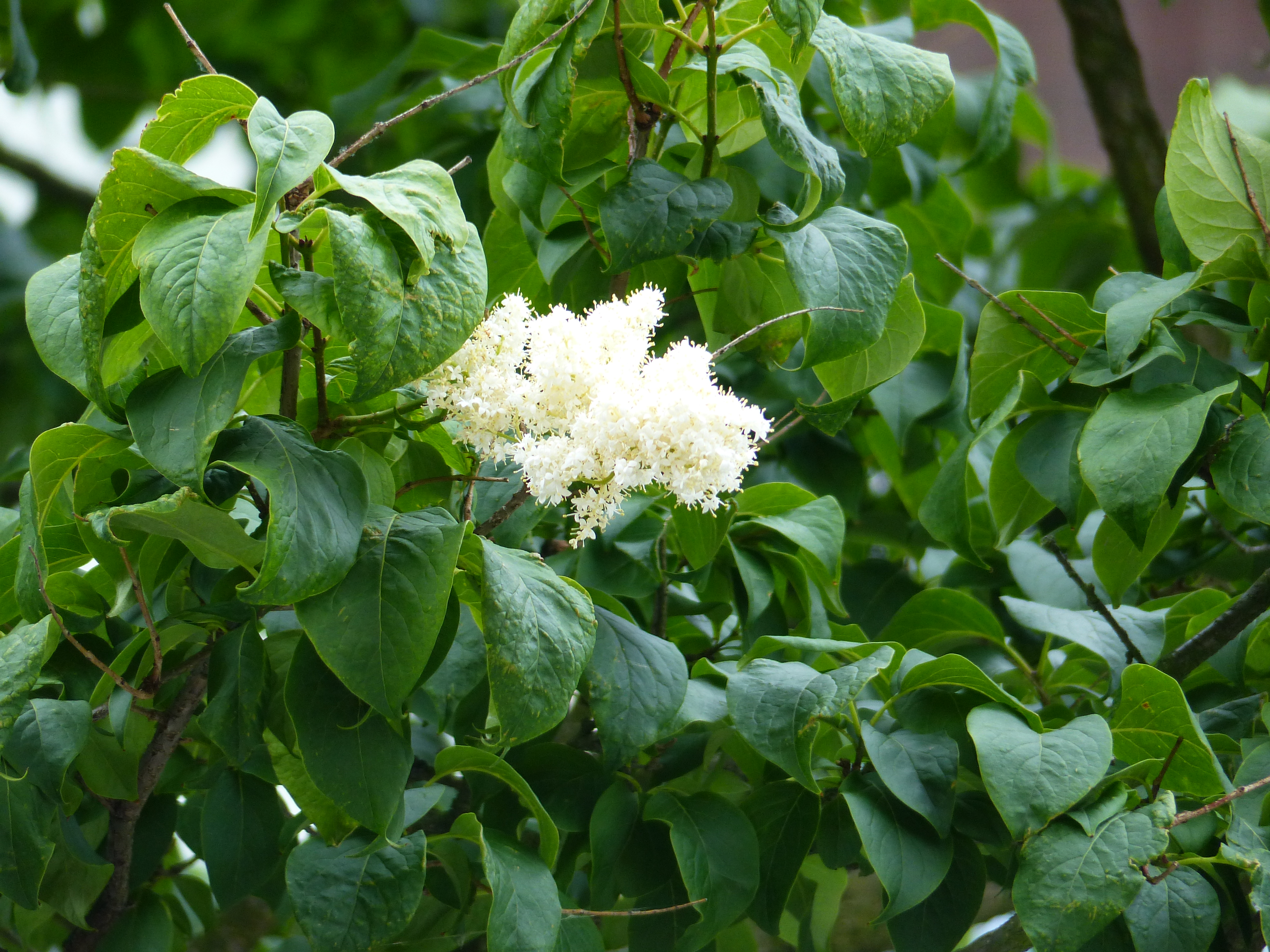
Blüte des Japanischen Flieders (Juni 2014)

Altexemplare des spät und weiß blühenden Japanischen Flieders sind in Dresden selten, erst nach 1990 ist diese Art in der Neustadt auf der Sebnitzer Straße als Straßenbaum gepflanzt worden. In einer städtischen Veröffentlichung aus dem Jahr 2008 wurde das Alter dieses Exemplars auf ca. 80 Jahre geschätzt, was die Pflanzzeit auf die späten 1920er, frühen 1930er Jahre datiert. Aufgrund der Größe des Baumes dieser „im europäischen Maßstab […] seltene[n] Art“ ergab sich für die Landeshauptstadt Dresden als untere Naturschutzbehörde die Notwendigkeit des besonderen Schutzes aus dendrologischen Gründen. Die Unterschutzstellung erfolgte im Frühling 2005. Der Schutzbereich rings um den Baum erstreckt sich im Kronentraufbereich zuzüglich 3 Metern im Umkreis, eingeschränkt durch das Wohnhaus.